# Lutheran
Lutheran este o comună din landul Mecklenburg-Pomerania Inferioară, Germania.